# Anoscopus serratulae
Anoscopus serratulae är en insektsart som beskrevs av Fabricius 1775. Anoscopus serratulae ingår i släktet Anoscopus och familjen dvärgstritar. Arten är reproducerande i Sverige. Inga underarter finns listade i Catalogue of Life.